# Collegium 1704
Das Collegium 1704 und das Collegium Vocale 1704 sind tschechische Ensembles, die auf Aufführungen Alter Musik in historischer Aufführungspraxis spezialisiert sind.

## Geschichte
Beide Ensembles – Collegium 1704 und Collegium Vocale 1704 – wurden anlässlich des Projekts Bach – Prag – 2005 von dem Cembalisten und Dirigenten Václav Luks gegründet. Das Collegium Vocale ergänzt das rein instrumentale Collegium 1704 und ermöglicht die Aufführung auch großer Vokalwerke und hat damit das Repertoire des Ensembles neu definiert. Václav Luks ist auch Leiter des Gesamt-Ensembles.
Das barocke Repertoire bestimmt zusammen mit der historisch informierten Aufführungspraxis die Besetzung: Neben den üblichen Streicherapparat mit 1. und 2. Violinen, Violen, Violoncelli, die Holzbläser (Traversflöten, Blockflöten, Oboen, Fagotte) - und Blechbläser (Naturtrompeten und -hörner) sowie Pauken tritt der Generalbass (Cembalo oder Orgelpositiv, Cello oder Gambe, Theorbe, Bass). Manche Kompositionen verlangen nur einen Teil dieser Komplettbesetzung.
Einen Schwerpunkt im Aufführungsprogramm bilden die Vokalwerke Passionen (Matthäuspassion BWV 244, Johannespassion BWV 245) und Motetten Johann Sebastian Bachs; auch Oratorien (Messias HWV 56) und Opern (Rinaldo HWV 7) Georg Friedrich Händels standen mehrfach auf dem Spielplan. Ein weiteres Hauptaugenmerk liegt auf dem Œuvre des böhmischen Barockkomponisten Jan Dismas Zelenka.
Das Ensemble hatte Auftritte bei den Musikfestivals Prager Frühling, Festival de Sablé in Sablé-sur-Sarthe, Festival de La Chaise-Dieu, Festival de Musique de Sully & du Loiret und Musikfestival Heiliger Wenzel in Ostrava (als Artists in Residence). Daneben bildet die Konzertreihe „Musikbrücke Prag-Dresden“ einen Tätigkeitsschwerpunkt des Ensembles, regelmäßige Konzerte in den zwei Städten erinnern an die gemeinsame Musiktradition der dortigen Fürstenhöfe.
2015 war das Collegium 1704 Ensemble in residence beim Bachfest Leipzig.

## Oper
- Georg Friedrich Händel: Rinaldo (2009), Regie: Louise Moaty, Nationaltheater Prag
- Josef Mysliveček: L’olimpiade (2013), Regie: Ursel Herrmann, Nationaltheater Prag
- Antonio Vivaldi: Arsilda, regina di Ponto (2017), Regie: David Radok, Nationaltheater Bratislava
- Georg Friedrich Händel: Alcina (2022–23), Regie: Jiří Heřman, Nationaltheater Brno

## Film
Das Collegium 1704 und Václav Luks arbeiteten im Jahr 2014 mit dem Tenor Bejun Mehta und dem Regisseur Ondřej Havelka bei der Produktion einer DVD mit Glucks Oper Orfeo ed Euridice zusammen. Im selben Jahr wirkten das Ensemble und der Tenor Rolando Villazón an dem BBC-Dokumentarfilm Mozart in Prag mit. Das Ensemble zählt auch zu den Akteuren des Films Der Böhme (2022) über das Leben des Komponisten Josef Mysliveček.

## Diskografie
- Bedřich Smetana: Mein Vaterland (Accent, 2022)
- Jean-Philippe Rameau: Les Boréades (Chateau de Versailles Spectacles, 2020)
- Jan Dismas Zelenka: Missa 1724 (Accent, 2020)
- Magdalena Kožená: Il giardino dei sospiri | Marcello, Vinci, Leo, Gasparini, Händel (Accent, 2019)
- Georg Friedrich Händel: Messias (Accent, 2019)
- Johann Sebastian Bach: Oboe concertos et cantatas (Accent, 2018)
- Josef Mysliveček: Violin Concertos (Accent, 2018)
- Jan Dismas Zelenka: Sonatas ZWV 181 | a 2 oboi (violino) e 2 bassi obligati /2CD/ (Accent, 2017)
- Jan Dismas Zelenka: Missa Divi Xaverii ZWV 12 (Accent, 2015)
- Johann Sebastian Bach: Messe h moll BWV 232 (Accent, 2013)
- Jan Dismas Zelenka: Officium defunctorum ZWV 47 / Requiem ZWV 46 (Accent, 2011)
- Antonín Reichenauer: Concertos | Koncerty (Supraphon, 2010)
- Jan Dismas Zelenka: I Penitenti al Sepolcro del Redentore (Zig-Zag Territoires, 2009)
- Jan Dismas Zelenka: Missa votiva (Zig-Zag Territoires, 2008)
- Jan Dismas Zelenka: Composizioni per Orchestra | Orchestrální skladby (Supraphon, 2005)
- Jiří Antonín Benda: Harpsichord Concertos | Koncerty pro cembalo (ARTA Records, 2005)
- Henrico Albicastro: Concerti a quattro, op. 4 (PAN Classics, 2001)